# Європа (фільм, 2013)
«Європа», досл. «Звіт Європи» (англ. Europa Report) — американський фантастичний трилер 2013 р. у жанрі знайдений кадр режисера Себастьяна Кордеро. У ролях: Анамарія Марінка, Кароліна Видра, Мікаел Нюквіст, Деніел Ву, Шарлто Коплі та Крістіан Камарго. Сюжет оповідає про вигадану історію першої космічної місії до Європи, одного з супутників Юпітера. Попри жахливий технічний збій, унаслідок якого втрачається зв'язок з центром керування польотами на Землі, та ряд смертельних ситуацій, екіпаж продовжує своє завдання на Європі.
Слоган фільму: «Страх. Жертвопринесення. Контакт».

## Сюжет
Доктор Унгер (Ембет Девідц), генеральний директор компанії Europa Ventures розповідає історію однієї місії до Європи. Команда з шести астронавтів фінансується з приватних джерел, в космічному кораблі вона направляється до одного з супутників Юпітера, щоб знайти потенційне джерело життя. Члени екіпажу: капітан Вільям Сюй (Деніел Ву), пілот Роза Даске (Анамарія Марінка), науковий керівник Даніель Люксембург (Крістіан Камарго); науковий працівник, морський біолог Катя Петровна (Кароліна Видра), молодший інженер Джеймс Корріган (Шарлто Коплі) та головний інженер Андрій Блок (Мікаел Нюквіст).
Після року місії під час сонячної бурі корабель втрачає зв'язок з управлінням польотами. Блок і Корріган виконують позакорабельну діяльність для відновлення системи ззовні. Але внаслідок аварії костюм Коррігана забруднюється токсичними хімічними речовинами. Він губиться у космосі, а корабель продовжує свій шлях до Європи, не в змозі змінити курс.
Корабель вдало здійснює посадку, але не там, де спершу планувалося. Екіпаж бурить лід і активує підводний зонд. Блок, у якого безсоння, викликає занепокоєння в решти частини команди, коли бачить світ поза кораблем. Він не в змозі записати його або іншим чином переконати екіпаж у тому, що бачив там щось незвичайне. Зонд вражається таємничим освітленим об'єктом, контакт з ним втрачається.
Петровна наполягає на відборі проб на поверхні Європи. Вона виходить назовні для взяття зразків. В аналізі зразків Люксембург виявляє сліди неземного одноклітинного організму. Тим часом підвищується рівень радіації, Петровна бачить у далині синє світло і вирішує роздивитися його. Вона підходить ближче, лід під її ногами тріщить, жінка провалюється.
Екіпаж погоджується на зліт, щоб принести своє відкриття на Землю, але двигуни несправні. Ледь злетівши, корабель починає падіння на Європу, Сюй випускає запас води для зменшення швидкості удару. За іронією долі, корабель зазнає падіння точно в місці, де повинен був приземлитися уперше. При ударі Сюй гине, корабель пошкоджений, кисень витікає, втрачається тепло.
Блок і Люксембург вирішують зробити ремонт за межами корабля. Люксембург провалюється під лід. Блоку вдається виправити систему зв'язку якраз перед моментом, коли його огортає те ж саме синє світло, він падає під лід.
Даске відновлює зв'язок з Землею. Всі зібрані зображення й інформація, які були збережені за час місії, відправляються до центру управління польотами. Крига тріщить, корабель починає тонути. Лишившись наодинці та знаючи, що вона помре, Даске відкриває шлюз, в надії розкрити секрет джерела світла. Коли вода підіймається до кабіни, вона бачить перед собою велику біолюмінесцентну тварину, що нагадує восьминога.
Оповідачка Саманта Анґер наприкінці розповідає як ця місія змінила уявлення про Всесвіт і який внесок зробили астронавти всупереч обставинам.

## Ролі
- Анамарія Марінка — Роза Даске
- Кароліна Видра — Катя Петровна
- Мікаел Нюквіст — Андрій Блок
- Деніел Ву — Вільям Сюй
- Шарлто Коплі — Джеймс Корріган
- Крістіан Камарго — Даніель Люксембург
- Ембет Девідц — доктор Унгер
- Ден Фоґлер — доктор Микита Соколов
- Ісайя Вітлок-молодший — доктор Тарік Памука
- Ніл де Грасс Тайсон — у ролі себе

## Виробництво
Знімання відбувалося в Брукліні. Перше демонстрування фільму відбулося 11 лютого 2012-го. Незабаром після цього був створений сайт фільму.
Сценарій фільму написаний Філіпом Джелаттом, дизайн розроблений Еухеніо Кабальєро. Жанр фільму — знайдений кадр, а сюжет — нелінійна прогресія.
Трейлер випущено 20 травня 2012 р., фільм на Video on Demand, iTunes і Google Play Movies — 27 червня 2013, у кінотеатрах — 2 серпня 2013.

## Критика
Фільм отримав позитивні відгуки критиків. Рейтинг на Rotten Tomatoes — 79 %, Metacritic — дає 68 зі 100.